# Scincella cherriei
Espèce
Synonymes
- Mocoa cherriei Cope, 1893
- Leiolopisma cherriei (Cope, 1893)
- Sphenomorphus cherriei (Cope, 1893)
- Leiolopisma cherriei stuarti Smith, 1939
- Lygosoma assatum ixbaac Stuart, 1940

Scincella cherriei est une espèce de sauriens de la famille des Scincidae.

## Répartition
Cette espèce se rencontre jusqu'à 1 860 m d'altitude au Mexique, au Belize, au Guatemala, au Honduras, au Salvador, au Nicaragua, au Costa Rica. Sa présence est incertaine au Panama.

## Description
C'est un saurien ovipare.

## Liste des sous-espèces
Selon The Reptile Database (3 décembre 2012) :
- Scincella cherriei cherriei (Cope, 1893)
- Scincella cherriei ixbaac (Stuart, 1940)
- Scincella cherriei stuarti (Smith, 1941)

## Publications originales
- Cope, 1893 : Second addition to the knowledge of the Batrachia and Reptilia of Costa Rica. Proceedings of the American Philosophical Society, vol. 31, p. 333-345 (texte intégral).
- Smith, 1941 : A new race of Lygosoma from Mexico. Proceedings of the Biological Society of Washington, vol. 54, p. 181-182 (texte intégral)
- Stuart, 1940 : Notes on the Lampropholis group of Middle American Lygosoma (Scincidae) with descriptions of two new forms. Occasional Papers of the Museum of Zoology, University of Michigan, no 421, p. 1-16 (texte intégral).